# GY Большой Медведицы
GY Большой Медведицы (лат. GY Ursae Majoris), HD 93238 — одиночная переменная звезда в созвездии Большой Медведицы на расстоянии приблизительно 1110 световых лет (около 340 парсеков) от Солнца. Видимая звёздная величина звезды — от +7,03m до +6,89m.

## Характеристики
GY Большой Медведицы — красный гигант, пульсирующая полуправильная переменная звезда типа SRB (SRB) спектрального класса M4III.